# Prachatice
Prachatice (tjekkisk udtale: [ˈpraxacɪtsɛ] ; tysk: Prachatitz) er en by i regionen Sydbøhmen i Tjekkiet med omkring 11.000 indbyggere. Den historiske bykerne er velbevaret og er beskyttet ved lov som et bymonumentreservat.
Prachatice består af bydelene Prachatice I, Prachatice II og Staré Prachatice og landsbyerne Kahov, Libínské Sedlo, Městská Lhotka, Oseky, Ostrov, Perlovice, Podolí, Stádla og Volovice.

## Etymologi
Navnet er afledt af det gamle slaviske personnavn Prachata. Det betød "landsbyen Prachatas folk".

## Geografi
Prachatice ligger omkring 34 km  vest for České Budějovice. Den ligger ved forbjergene til Bøhmerwald. Det højeste punkt er Libín-bjerget der er 1.093 meter over havets overflade. Živný-strømmen løber gennem byen.

## Historie

### 9.-15. århundrede
Prachatice blev grundlagt på en  vigtig salthandelsrute, der begynder i Passau i Bayern. Sandsynligvis i det 9. eller 10. århundrede blev der grundlagt en bebyggelse i området af nutidens Staré Prachatice ("Gamle Prachatice") bydel. I anden halvdel af det 12. århundrede blev det erhvervet af Vyšehrad Chapter.
I slutningen af 1200-tallet blev der etableret en ny bebyggelse nær den gamle. I 1312 blev Prachatice først omtalt som en by. I 1323 bekræftede kong Johan af Bøhmen over for byen Prachatice, retten til at bruge handelsruten til Passau og opkræve told der.
Under hussitterkrigene i det 15. århundrede blev Prachatice angrebet to gange og til sidst erobret af hussitterne, der dræbte det meste af byens befolkning. Efter konfliktens afslutning, i 1436, fik Prachatice status som kongeby af kong Sigismund, og alle dens gamle privilegier blev bekræftet. Kun et år senere blev byen tilbudt som pant til Jan Smil af Krems, men faldt under Rosenberg-familiens kontrol i en kort periode efter Smils henrettelse i 1439 i Český Krumlov. Oldřich 2.f Rosenberg solgte byen Prachatice næsten umiddelbart efter henrettelsen, men den blev igen familiens ejendom i 1501. I anden halvdel af 1400-tallet steg indbyggertallet, og der måtte bygges nye huse.

### 16.-20. århundrede
I det 16. århundrede nåede handelen på ruten sit højdepunkt, og byen blomstrede. Rosenbergerne kontrollerede Prachatice indtil 1601, da Peter Vok af Rosenberg, det sidste medlem af familien, solgte byen til kejser Rudolf 2. som igen ville gøre den til en kongeby i 1609. Det forblev solidt under kongelig kontrol indtil det bøhmiske oprør, hvor det stod på oprørernes side. Men i 1620 blev byen generobret og forbundet med Krumlov herregård. Efter Slaget ved Det Hvide Bjerg mistede Prachatice sin kongelige bystatus og privilegier og blev Eggenberg-familiens ejendom, selvom kejserens tropper forblev i byen under resten af 30-årskrigen. Senere i krigen blev byen erobret af den svenske hær, der krævede  en stor løsesum. I anden halvdel af det 17. århundrede faldt handelen på Den Gyldne Sti og blev aldrig genoplivet.
Byen og hele Krumlov-herregården skiftede igen hænder i 1719 efter prinsesse Marie Arnoštkas af Eggenbergs død. Denne gang kom den  under kontrol af den velhavende Schwarzenberg-familie. Den svage politiske og økonomiske situation påvirkede byens tilstand, da gamle huse ikke blev renoveret, og nye ikke blev bygget. 
Indtil 1918 var byen en del af Østrig-Ungarn, i distriktet af samme navn, en af de 94 Bezirkshauptmannschaften i Bøhmen.
Efter 1945 blev den tyske befolkning fordrevet som følge af 2. verdenskrig.